# (22906) Lisauckis
(22906) Lisauckis est un astéroïde de la ceinture principale d'astéroïdes.

## Description
(22906) Lisauckis est un astéroïde de la ceinture principale d'astéroïdes. Il fut découvert le 3 octobre 1999 à Socorro (Nouveau-Mexique) par le projet LINEAR. Il présente une orbite caractérisée par un demi-grand axe de 2,45 UA, une excentricité de 0,08 et une inclinaison de 8,9° par rapport à l'écliptique.

## Compléments